# 't Loo (Oldebroek)
 't Loo is een klein dorp in de gemeente Oldebroek aan de rand van de Veluwe, in de Nederlandse provincie Gelderland, onder de rook van de A28.

## Bevolking
Per 1 januari 2023 had de kern 't Loo 660 inwoners en in het buitengebied 610 personen, samen 1.370, ongeveer 5,3% van het inwonertal van de gemeente (24.281).
In 2024 waren de aantallen: in de kern 640 inwoners, verder 725 in het buitengebied (625 in Verspreide huizen heide 't Loo, 100 in Verspreide huizen heide 't Loo), samen 1365.
De kern heeft 245 woningen. In het buitengebied staan 220 woningen.

## Geschiedenis
In de 19e eeuw was 't Loo een van de zes huttendorpen bij Oldebroek. De andere waren De Vree, Engeland, De Koele, Wezep en Jeudenbelt.

## Voorzieningen
't Loo heeft een lagere school, CNS 't Loo. Het Maranathakerkje valt onder het bestuur van de hervormde gemeente Oldebroek. Het buurthuis heet het 'Grinthuus.'

## Recreatie
In het 't Loo is Vakantiepark Landgoed 't Loo gevestigd. Bij motorsportliefhebbers is het dorp bekend vanwege crossterrein 'De Bargen', waar jaarlijks op tweede paasdag wedstrijden voor de Dutch Masters of Motocross worden verreden.

## Omliggende plaatsen
Van kern tot kern, hemelsbreed:
- Oldebroek: 4 km, west
- Wezep: 4 km, noordoost
- 't Harde: 6 km, zuidwest